# Sven Mattsson
Sven Aleksander Mattsson (ur. 5 maja 1889 w Turku, zm. 16 stycznia 1967 w Helsinkach) – fiński zapaśnik. Olimpijczyk z Antwerpii 1920, gdzie zajął piąte miejsce w wadze ciężkiej.
Wicemistrz kraju w 1918 i 1919 roku, w stylu klasycznym. Drugi w stylu wolnym w 1923 roku.

## Letnie Igrzyska Olimpijskie 1920
| Konkurencja         | Rundy eliminacyjne    | Klas. końcowa |
| Konkurencja         | 1/4                   | Miejsce       |
| ------------------- | --------------------- | ------------- |
| +82,5 kg styl wolny | Nat Pendleton (USA) P | 5.            |